# 7,5 cm KwK 42
A 7,5 cm KwK 42 (KwK – Kampfwagenkanone, magyarul: harckocsiágyú) német 7,5 cm-es kaliberű, L/70 kaliberhosszúságú harckocsiágyú a második világháború idejéből. Elsősorban a Panzerkampfwagen V közepes harckocsi fő fegyverzeteként használták 1942-től, de a Jagdpanzer IV vadászpáncélos két változata is ezt az ágyút kapta. Az ágyúhoz a 75×640 mm-es peremes lőszert használták.

## Jellemzői
A löveg félautomata módban működött. A lövés után a hátra sikló lövegből az üres hüvely kilökődött és a zárszerkezet nyitva maradt, lehetővé téve új lőszer betöltését, majd az újabb tüzelést. Újabb lőszer betöltése után a lövegzár záródott és tűzkész állapotba került az ágyú. Az ágyú elektromos gyújtószerkezettel rendelkezett.
Az ágyú legfőbb jellemzője a lövedék nagy csőtorkolati sebesség volt, amely a növelt csőhossz és a megnövelt hajtóanyagtöltetnek volt köszönhető. Ez nagy pontosságot és jó páncélátütő képességet eredményezett. A 7,5 cm-es KwK 42 páncéltörő hatása 2500 m-es lőtávolságig felülmúlta a Panzerkampfwagen VI harckocsi fő fegyverzetét képező 8,8 cm-es KwK 36 lövegét.